# 藤田和生
藤田 和生（ふじた かずお、1953年11月12日 - ）は、日本の動物学者・認知科学者。京都大学名誉教授。
大阪府生まれ。大阪府立天王寺高等学校卒業、1976年京都大学理学部動物学科卒、82年同大学院理学研究科博士課程修了、「少数の色刺激を用いたニホンザルの同異概念の形成に関する一研究」で理学博士。1987年京都大学霊長類研究所助手、93年助教授、96年同文学研究科教授、99年教授。日本動物心理学会理事長。専門は比較認知科学。

## 著書
- 『比較認知科学への招待「こころ」の進化学』ナカニシヤ出版 1998
- 『動物たちのゆたかな心』京都大学学術出版会 2007
- 『誤解だらけの"イヌの気持ち"『イヌのこころ』を科学する』財界展望新社 2015

### 共編著
- Diversity of Cognition : Evolution, Development, Domestication, and Pathology 板倉昭二共編 京都大学学術出版会 2006
- 『感情科学』編 京都大学学術出版会 2007
- 『比較行動学 ヒト観の再構築』編著 放送大学教育振興会 2011
- 『心の多様性 脳は世界をいかに捉えているか』中村哲之、渡辺茂、開一夫共著 大学出版部協会 2014
- 『動物たちは何を考えている? 動物心理学の挑戦』日本動物心理学会監修 編著 技術評論社 知りたい!サイエンス 2015

### 翻訳
- T.R.ハリデイ、P.J.B.スレイター編『動物コミュニケーション 行動のしくみから学習の遺伝子まで』浅野俊夫、長谷川芳典共訳 西村書店 1998
- リチャード・バーン、アンドリュー・ホワイトゥン編『マキャベリ的知性と心の理論の進化論 ヒトはなぜ賢くなったか』山下博志、友永雅己共監訳 ナカニシヤ出版 2004

## 論文
- Cinii>藤田和生